# Discerceis linguicauda
Discerceis linguicauda är en kräftdjursart som först beskrevs av Richardson 1901.  Discerceis linguicauda ingår i släktet Discerceis och familjen klotkräftor.
Artens utbredningsområde är Mexikanska golfen. Inga underarter finns listade i Catalogue of Life.